# حرية الصحافة في الولايات المتحدة
يحمي قانون الولايات المتحدة حرية الصحافة بموجب التعديل الأول للدستور.
مع ذلك، تخضع حرية الصحافة في الولايات المتحدة لقيود عدّة، مثل قانون التشهير، وعدم حماية المخبرين (المبلغون عن الأعمال غير القانونية)، والعوائق التي تعرقل الحصول على المعلومات، والقيود الناجمة عن العداء العام والحكومي تجاه الصحفيين.

## تاريخ

### المستعمرات الثلاث عشرة
في المستعمرات الثلاث عشرة قبل توقيع إعلان الاستقلال، كانت وسائل الإعلام خاضعة لسلسلة من الضوابط. عملت السلطات البريطانية على حظر نشر وتعميم المعلومات التي لم توافق عليها.
وقعت إحدى أولى الحالات المتعلقة بحرية الصحافة في عام 1734، في قضية تشهير ضد رئيس مؤسسة صحيفة نيويورك تايمز الأسبوعية جون بيتر زنغر من قبل الحاكم البريطاني ويليام كوسبي، تمت تبرئة زنغر واستمر النشر حتى عام 1751. في ذلك الوقت، كان هناك صحيفتان فقط في مدينة نيويورك والجريدة الثانية لم تكن تنتقد حكومة كوسبي.

### دستور الولايات المتحدة
يسمح التعديل الدستوري الأول بنشر المعلومات وطرح الأفكار والآراء دون تدخل أو قيد أو ملاحقة من الحكومة. اعتمد التعديل في 15 ديسمبر من العام 1791 بوصفه أحد التعديلات العشرة التي تشكل وثيقة حقوق الولايات المتحدة.

### أولى القوانين الفدرالية
في عام 1798، وبعد مرور إحدى عشرة سنة على اعتماد الدستور وسبع سنوات على التصديق على التعديل الأول، حاول الحزب الاتحادي الحاكم كبت الانتقادات بخلقه قانون الاختلاف وإثارة الفتنة. وفقًا للقانون، فإن انتقاد الكونجرس أو الرئيس (ولكن ليس نائب الرئيس) كان يعتبر جريمة؛ كان توماس جيفرسون، من الحزب الجمهوري الديمقراطي، نائبًا للرئيس عندما تم التصديق على القانون. لم تحظى تلك القيود المفروضة على الصحابة برضى الشعب، الأمر الذي أدى إلى تراجع الحزب إلى وضع الأقلية بعد عام 1801، ثم انحلاله في نهاية المطاف عام 1824. انتخب جيفرسون، الذي عا رض بقوة تلك القوانين، رئيسًا للبلاد في عام 1800 وعفا عن معظم الذين أدينوا بموجبها. في خطاب تنصيبه في الرابع من مارس عام 1801، أكد من جديد التزامه طويل الأمد بحرية التعبير وحرية الصحافة: «إذا كان بيننا من يريد حلّ هذا الاتحاد أو تغيير نظامه الجمهوري، فليسمعونا صوتهم دون أن يتعرض أحد لهم، ليكونوا شواهد على الأمان والتسامح الذي يحظى به اختلاف وجهات النظر، حيث لا يبقى سوى المنطق سلاحًا لمجابهته».

### القرن التاسع عشر
في منتصف شهر أغسطس من العام 1861، تلقت أربع صحف في مدينة نيويورك (صحيفة نيويورك ديلي نيوز، وصحيفة جورنال أوف كومرس، وداي بوك، وصحيفة نيويورك فريمان) شكوىً من قبل هيئة المحلفين الكبرى في محكمة دائرة الولايات المتحدة بتهمة «التشجيع المتكرر للمتمردين من خلال تعبيرهم عن التعاطف والموافقة». بدأ ذلك سلسلة من الملاحقات القضائية الفيدرالية خلال الحرب الأهلية في الصحف الاميركية الشمالية التي أعربت عن تعاطفها مع قضايا الجنوب الأمريكي أو انتقدت إدارة لينكولن. استخدمت قوائم «صحف السلام» التي نشرتها صحيفة نيويورك ديلي نيوز احتجاجًا، من أجل وضع خطة للقصاص. كان صحيفة بانغور ديموكرات في ولاية «مين» إحداها؛ اعتقد المعتدون أن تشكيلًا من غارة فيدرالية سرية دمرت الصحيفة وأضرمت النار في المبنى. جاءت تلك الإجراءات في أعقاب الأوامر التنفيذية الصادرة عن الرئيس أبراهام لينكولن؛ إذ أصدر أمرًا يجعل من غير القانوني (يعاقب عليه بالإعدام) إجراء «مراسلات مع» العدو أو تقديم «معلومات استخبارية له، سواء بشكل مباشر أو غير مباشر».

### القرن العشرين

#### الحرب العالمية الأولى
فرض قانون التجسس لعام 1917، وقانون إثارة الفتنة الذي عدّل فيه سنة 1918، قيودًا على الصحافة أثناء الحرب. فرضت تلك القوانين غرامة قدرها 10 آلاف دولار وسجن لمدة تصل إلى 20 سنة لمن ينشرون «بأسلوب غير موالٍ أو مهين أو بذيء أو مسيء حول نظام حكومة الولايات المتحدة أو دستور الولايات المتحدة أو القوات العسكرية أو البحرية للولايات المتحدة أو علم الولايات المتحدة». في قضية شنك ضد الولايات المتحدة عام 1919، أيدت المحكمة العليا القوانين، وحددت معيار «الخطر الواضح والقائم». راجعت قضية براندنبورغ ضد أوهايو سنة 1969 اختبار الخطر الواضح والقائم لتعديله إلى اختبار «الفعل غير القانوني وشيك الحدوث».

#### قضية نير ضد مينيسوتا
اعترف قرار المحكمة العليا في الولايات المتحدة في قضية نير ضد مينيسوتا عام 1931 بحرية الصحافة من خلال الرفض القاطع للقيود السابقة على النشر، وهو مبدأ ينطبق على حرية التعبير عمومًا في الفقه القضائي اللاحق. حكمت المحكمة بأن قانون مينيسوتا الذي يستهدف ناشري الصحف التي تنشر التقارير الكيدية والفضائح ينتهك التعديل الأول (وهو ما تم تطبيقه من خلال التعديل الرابع عشر).

#### قضية برانزبورغ ضد هايس
وصفت حرية الصحافة في قضية برانزبورغ ضد هايس لعام 1972 بأنها «حق شخصي جوهري» لا يقتصر على الصحف والدوريات. في قضية لوفيل ضد مدينة جريفين لعام 1938، عرف رئيس المحكمة العليا تشارلز إيفانز هيوز الصحافة بأنها «كل شكل من أشكال النشر الذي يوفر أداة لنقل المعلومات أو الآراء». تم توسيع هذا الحق ليشمل الصحف والكتب والمسرحيات والأفلام وألعاب الفيديو.

#### قضية أسوشيتد برس ضد الولايات المتحدة
تعاملت قضية أسوشيتد برس ضد الولايات المتحدة عام 1945 مع التعاون الإعلامي والاندماج.  قالت المحكمة أن وكالة أسوشيتد برس انتهكت قانون شيرمان لمكافحة الاحتكار من خلال حظر بيع أو نشر الأخبار للمنظمات غير الأعضاء ومنع غير الأعضاء من الانضمام؛ ذلك أن القوانين الداخلية لمؤسسة أسوشيتد برس تمثل شكلًا من أشكال التقييد على التجارة، وأنه لا علاقة بعدم تمكن وكالة أسوشيتد برس بتحقيق الاحتكار بالموضوع. لم يمنح التعدين الأول عذرًا للصحف من قانون شيرمان لمكافحة الاحتكار. تعد الأنباء التي يتم تداولها بين الولايات بمثابة عمليات تجارية وهي خاضعة لهذا القانون. إن حرية الصحافة من التدخل الحكومي بموجب التعديل الأول للدستور لا تجيز قمع تلك الحرية من أجل مصالح خاصة. كتب القاضي هوغو بلاك: يعتمد التعديل الأول على افتراض أن نشر المعلومات من مصادر مختلفة ومتضادة على أوسع نطاق ممكن هو أمر أساسي لتحقيق رفاه العامة.. حرية النشر مكفولة في الدستور، ولكن حرية الاندماج من أجل منع الآخرين من النشر ممنوعة». 

#### قضية نيويورك تايمز ضد سوليفان
في قضية نيويورك تايمز ضد سوليفان عام 1964، حكمت المحكمة العليا بأنه عندما يتعلق المنشور بشخصية عامة، فإنه لدعم دعوى التشهير، على المدعي تحمل عبء إثبات أن الناشر تصرف من دافع حقد: أي أنه كان على دراية بعدم صحة التصريح أو تجاهل حقيقته متهورًا.

#### جمعية غرينبيلت التعاونية للناشرين ضد بريسلر
في عام 1970، حكمت المحكمة العليا في الولايات المتحدة بأنه لا يمكن مقاضاة منظمة إخبارية بسبب استخدامها «الغلو الخطابي». كان القصد في ذلك اقتباس أقوال شهود العيان، ولكن المحكمة حكمت بأنه حتى لو لم يكن البيان تشهيرًا، فإن مجرد تسميته بذلك من شأنه أن «يقوض المعنى الأكثر جوهرية للصحافة الحرة».

#### قضية نيويورك تايمز ضد الولايات المتحدة
في عام 1971، أيدت المحكمة العليا نشر أوراق البنتاغون.